# Qomīnjān
Qomīnjān (persiska: Qūmenjān, قمینجان, Kūminju) är en ort i Iran.   Den ligger i provinsen Khorasan, i den östra delen av landet, 700 km öster om huvudstaden Teheran. Qomīnjān ligger 1 365 meter över havet och antalet invånare är 835.
Terrängen runt Qomīnjān är platt åt sydväst, men åt nordost är den kuperad.Runt Qomīnjān är det glesbefolkat, med 10 invånare per kvadratkilometer. Närmaste större samhälle är Tīghdar, 7,5 km öster om Qomīnjān. Omgivningarna runt Qomīnjān är i huvudsak ett öppet busklandskap.